# 3225 Hoag
3225 Hoag је астероид са средњом удаљеношћу од Сунца која износи 1,879 астрономских јединица (АЈ).
Апсолутна магнитуда астероида је 13,6.